# Orthoux-Sérignac-Quilhan
Orthoux-Sérignac-Quilhan – miejscowość i gmina we Francji, w regionie Oksytania, w departamencie Gard.
Według danych na rok 1990 gminę zamieszkiwały 272 osoby, a gęstość zaludnienia wynosiła 19 osób/km² (wśród 1545 gmin Langwedocji-Roussillon Orthoux-Sérignac-Quilhan plasuje się na 648. miejscu pod względem liczby ludności, natomiast pod względem powierzchni na miejscu 557.).